# 基洛納 (路易斯安那州)
基洛納（英語：Killona）是位於美國路易斯安那州聖查爾斯堂區的一個普查規定居民點。

## 人口
根據2020年美國人口普查的數據，基洛納的面積為2.28平方千米，當中陸地面積為2.07平方千米，而水域面積為0.21平方千米。當地共有人口724人，而人口密度為每平方千米317.54人。